# Städte und Landschaften in Santa Catarina
Städte und Landschaften in Santa Catarina gibt eine Orientierung, was man wo im brasilianischen Bundesstaat Santa Catarina erwarten kann und wo man in der Wikipedia detailliertere Informationen bekommen kann.
Santa Catarina ist ein subtropisch geprägter Bundesstaat. Die dicht besiedelte Küstenregion ist bergig mit Resten des ursprünglichen Urwalds. Dahinter liegen im hügeligen Hochland die Siedlungsgebiete deutscher und anderer Auswanderer mit Farmland und Industrie, hauptsächlich für Bekleidung. Der südliche Landesteil liegt so hoch, dass im Winter regelmäßig Schnee fällt. Das küstenferne Hügelland im Westen ist rein landwirtschaftlich geprägt.

## Die Küste von Santa Catarina

### Die nördliche Küstenregion

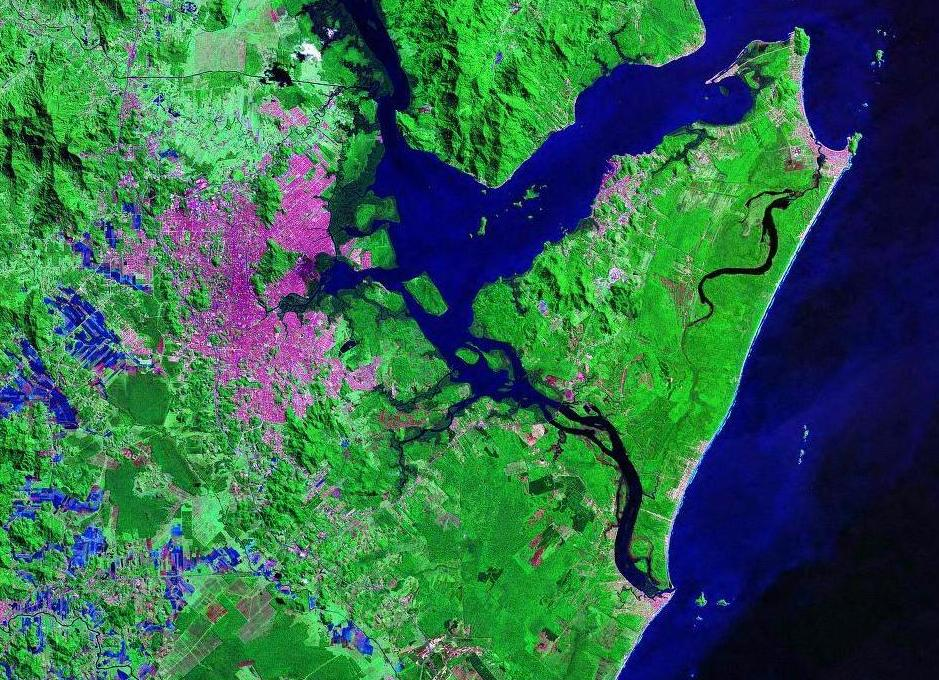
Joinville und São Francisco do Sul an der Baía de Babitonga

Die 500 km lange grüne Küste beginnt im Norden an der ruhigen, tief eingeschnittenen Bucht Baía da Babitonga.
An ihr liegt auf der gleichnamigen Insel São Francisco do Sul die drittälteste Stadt Brasiliens, die von Franzosen als erste Stadt von Santa Catarina im Jahr 1504 gegründet wurde. Im historischen Zentrum stehen noch heute geschützte Kolonialhäuser. Im Museu Nacional do Mar stehen 72 Boote und 350 Modelle sehr verschiedener Bauart. Im kleinen Ort Saí wurde 1842 von Franzosen eine utopisch-anarchistische Gemeinschaft gegründet.
Die Industriestadt Joinville ist die größte Stadt des Bundesstaats. Von den deutsch-norwegischen Ursprüngen ist kaum noch etwas zu sehen. Das Bolschoi-Ballett hat hier eine Außenstelle, Im Juli können sich die Tänzer in den Wettbewerben des internationalen Tanzfestivals messen. Eine ungewöhnliche Attraktion ist das Fahrradmuseum mit 15.000 Artefakten.
Azoreaner prägten Penha, dessen attraktivsten Stellen sich am Kap befinden, die meisten Touristen kommen allerdings wegen eines 14 km² großen Vergnügungsparks.
Navegantes beherbergt den Flughafen von Itajaí im ehemaligen Siedlungsgebiet der Carijó. Itajaí ist ein wichtiger Fischerhafen und somit für Badeurlauber nicht so interessant. Die gehen in das nahe Balneário Camboriú, welches kein beschaulicher Badeort mehr ist, sondern die meistbesuchte Urlauberstadt Brasiliens mit einer Skyline, die den Vergleich mit nordamerikanischen Großstädten nicht zu scheuen braucht. Neben den brasilianischen kommen Hunderttausende von sonnenhungrigen argentinischen und uruguayischen Urlaubern. Etwas kleiner, wenn auch kaum ruhiger, ist der nächste Ort Itapema.
Bei Bombinhas und Porto Belo gibt es eine sehr zerklüftete Küste mit vielen Stellen, die sich nur zu Fuß erreichen lassen. Die ursprüngliche Mata Atlântica ist vielerorts noch erhalten und über kleine Wege erschlossen. Die Küste, besonders die Inseln in der Reserva Biológica Marinha do Arvoredo sind Taucherparadiese und zum Teil unter Naturschutz gestellt. An einer ähnlichen Küste auf der nächsten Halbinsel Richtung Süden liegt Governador Celso Ramos.

### Ilha de Santa Catarina

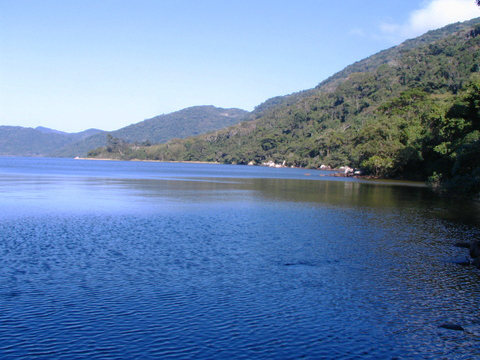
Lagoa do Peri

Florianópolis hat nach Rio die schönste Lage der brasilianischen Hauptstädte auf der Innenseite der Insel Santa Catarina. Die Stadt hat ein modernes, aber angenehmes Erscheinungsbild und ist für viele Durchgangsstation zu den Stränden auf der Ostseite der Insel. Die einsameren finden sich im Süden, allerdings sind nur zwei nicht auf einer Straße erreichbar. Lagunen und urwaldbedeckte Hügel sind weitere Attraktionen. Auf der Ilha do Campeche finden sich prähistorische Wandzeichnungen.

### Die südliche Küstenregion
Am Nordrand der Serra do Tabuleiro befindet sich innerhalb von Wäldern der Mata Atlântica das erste Thermalbad Brasiliens Santo Amaro da Imperatriz. In der Umgebung gibt es die Möglichkeit für Rafting und Gleitschirmfliegen.
Garopaba ist ein besonders bei Jugendlichen beliebter Strandort. Dort kann man wie in den weiteren Küstenorten zwischen Juni und Oktober Wale beobachten.
Praia do Rosa ist touristisch gut erschlossen, es wurde aber der ursprüngliche Charme erhalten, Sandwege, keine Straßenbeleuchtung und keine höheren Gebäude.
Die Hafenstadt Imbituba lebt von Krabben und Touristen.
Laguna, das für seinen Karneval bekannt ist, ist ein Badeort mit für Surfer geeigneten Wellen. Im Zentrum stehen noch einige koloniale Gebäude. Die Revolutionärin Anita Garibaldi stammt aus der Stadt und wird entsprechend gewürdigt.

### Der Süden
Von Tubarão erreicht man die Bäder der Termas da Guarda auf einer Kopfsteinpflasterstraße. Nicht weit davon das bekannte Thermalbad Gravatal mit vielen Kurhotels. Ein deutsch geprägter Vorort ist São Martinho innerhalb eines Gebiets mit Wasserfällen und anderen natürlichen Attraktionen.
Die Industriestadt Criciúma liegt etwas landeinwärts, dort befindet sich das größte brasilianische Kohlerevier.
Araranguá ist eine italienisch geprägte Stadt mit Weinbergen.

## Das Innere von Santa Catarina

### Die nördliche Hochebene
Das Gebiet an der Grenze zu Paraná ist sehr waldreich, teils Urwälder, teils wiederaufgeforstete Wälder. Ein großer Teil der Holz verarbeitenden Industrie Brasiliens konzentriert sich hier.
Jaraguá do Sul ist die drittgrößte Industriestadt (Textilien) des Bundesstaats mit einem Schützenfest im Oktober.
Schroeder bietet viel unberührte Natur und viel Wasser, bekannt wurde es durch den Film Schroeder liegt in Brasilien.
Corupá ist eine Stadt der Bananen und Orchideen, attraktiv sind die vielen Wasserfälle, ähnlich ist Campo Alegre.
Eine Möbelstadt mit viel Industrie ist São Bento do Sul.
Möbel- und Keramikproduktion, eine fast 100 Jahre alte Bahnstation und Brauchtumspflege in vielen Musikgruppen, das zeichnet Rio Negrinho aus.
Die ersten Bewohner Mafras kamen 1829 aus Trier.
Três Barras hat Papierindustrie, aber auch ein Waldschutzgebiet.
Canoinhas ist die Hauptstadt des Maté. Daneben gibt es Schlachthöfe und Sägewerke. Die Einwanderer kommen aus Polen, Deutschland und der Ukraine.
Ähnlich ist es in Porto União.

### Das Itajaí-Tal
Das Tal und seine Umgebung ist das Zentrum der deutschen Auswanderung, geprägt von Fachwerkhäusern, deutscher Gastronomie und Textilindustrie.
Blumenau gilt als deutsches Aushängeschild, es ist allerdings eine brasilianische Industriestadt, die jedoch mit dem nach München größten Oktoberfest aufwartet. Das ist dann ein genauso großer Publikumsmagnet wie das deutsche Vorbild.
Pomerode wird oft als deutscheste Stadt in Brasilien bezeichnet, auch in der Öffentlichkeit wird die deutsche Sprache benutzt. Man kann hier mehr "Deutsches" sehen als anderswo in der Welt, aber immer in einer ältlichen Form. Durch den Abstand zur "Heimat" manchmal nicht so pur, eine Südtiroler Blaskapelle auf dem Pommernfest gehört dazu.
Das Hinterland von Timbó im Vale do Itajaí ist berühmt für viele Wasserfälle in beeindruckender Natur (Floresta Nacional Ibirama) und den Möglichkeiten für Rafting, Cascading, Gleitschirmfliegen und ähnlichen Abenteuersportarten.
Indaial hat noch einige originale deutsche Gebäude. Deutsches Brauchtum wird in einigen Vereinen gepflegt.
Über Gaspar kamen viele Einwanderungswellen: Azoreaner, Deutsche, Italiener. Neben der Industrie ist heute der Tourismus Haupterwerbszweig mit vielen "Wasserparks".
Brusque ist eine der von Deutschen, Italienern und Polen besiedelten Städte mit großer Produktion von Bekleidung. Der Wallfahrtsort Nossa Senhora do Carvaggio liegt im Tal von Azambuja.
Botuverá ist bekannt für seine Tropfsteinhöhle und das Naturschutzgebiet Reserva Biológica Estadual da Canela Preta.
Rio do Sul ist eine Industriestadt auf früherem Wohngebiet der Xokleng.

### Das südliche Hochland
Die Kälte und der Schnee locken besonders im Winter viele Brasilianer in diese Region, die ansonsten durch Land- und Forstwirtschaft bestimmt ist.
Lages ist das Zentrum des Hochlandes mit Industrie und Tourismus auf den Landgütern.
São Joaquim und der gleichnamige Nationalpark ziehen viele Touristen auf der Suche nach Schnee an. Der bekannte Ort ist auch als Apfelanbaugebiet bedeutsam.
Bom Jardim da Serra ist ein angenehmer Ort am Rande der Serra do Rio do Rastro.
Der 1828 m hohe Morro da Igreja bei Urubici ist als kältester Ort Brasiliens bekannt. In der Serra do Corvo Branco und auch sonst ist die Landschaft spektakulär mit hohen Wasserfällen, steilen Abhängen und tiefen Schluchten.

### Der Mittelwesten
Die hügelige Region mit nur kleinen ländlichen Orten wurde durch Italiener, Deutsche, Österreicher und Japaner besiedelt. Neben der Landwirtschaft gibt es nur Metallindustrie.
In Curitibanos wird mehr als die Hälfte allen Knoblauchs in Brasilien angebaut.
Fraiburgo gilt als „Apfelhauptstadt“ des Landes.
Videira ist eine Weinstadt.
Caçador mit einem schönen alten Bahnhof war ein Schauplatz der Guerra do Contestado.
Campos Novos ist eine der älteren Städte in Santa Catarina, Mitte des 19. Jahrhunderts besiedelt durch portugiesisch-stämmige Brasilianer und Spanier, als Stadt gegründet 1881.
Wie viele andere Orte der Region begann Joaçaba mit der Ausbeutung von Holz und Maté; mittlerweile ist es die wichtigste Stadt im mittleren Westen mit Metallindustrie und Universität. Bedeutsam ist der Straßenkarneval.
Der Kurort Piratuba ist durch seine Thermalquellen bekannt.
Treze Tílias (Dreizehnlinden) wurde 1933 von österreichischen Einwanderern gegründet. Die Wirtschaftskraft des Ortes basiert weiterhin auf Ackerbau und Viehzucht, besonders Milchproduktion. Auch die Holzschnitzkunst wurde von den Einwanderern weiter gepflegt.

### Der Westen
Im Westen von Santa Catarina wird Mais angebaut, sowie Geflügel- und Schweinezucht betrieben mit der zugehörigen Industrie, besonders in Concórdia.
Xanxerê ist ein Ort indianischen Ursprungs, bis etwa 1800 war das Gebiet von Kaingang besiedelt, dann kamen Portugiesen, Syrer, Libanesen und andere,
Chapecó entstand als Rastort von Viehhändlern und ist heute die Hauptstadt des Westens, ein agroindustrielles Handelszentrum mit Wasserfällen und Höhlen in der Umgebung.
Erst 1940 entstand das erste Haus von São Miguel do Oeste in einem Gebiet, in dem die Pinien der Araukarien gesammelt wurden. Heute ist S. Miguel eine mittelgroße landwirtschaftliche Stadt mit Schlachthöfen und Molkerei und ein Etappenort für Argentinier auf dem Weg an die Küste.